# Anatómiai, gyógyászati és kémiai osztályozási rendszer
Az anatómiai, gyógyászati és kémiai osztályozási rendszert (betűszava: ATC) gyógyszervegyületek osztályozására fejlesztették ki.
Az Egészségügyi Világszervezet (WHO) ellenőrzi. Először 1976-ban jelent meg.
A gyógyszerek csoportokra vannak osztva a hatás kifejtésének helye, a terápiás és a kémiai tulajdonságaik alapján.
A rendszer 5 szinten csoportosítja a gyógyszereket, ezek:
- 1. szint: A kód első betűje az anatómiai hatáshely angol kezdőbetűjéből származik, 14 fő csoport van (egy betű)
  - A: Tápcsatorna és anyagcsere
  - B: Vér és vérképzőszervek
  - C: Kardiovaszkuláris rendszer
  - D: Bőrgyógyászati készítmények
  - G: Urogenitális rendszer és nemi hormonok
  - H: Szisztémás hormonkészítmények (a nemi hormonok és az inzulin kivételével)
  - J: Szisztémás fertőzés elleni szerek
  - L: Daganatellenes szerek és immunmodulátorok
  - M: Váz- és izomrendszer
  - N: Idegrendszer
  - P: Parazitaellenes készítmények, féregűzők és repellensek
  - R: Légzőrendszer
  - S: Érzékszervek
  - V: Egyéb
- 2. szint: terápiás főcsoport (két számegy)
- 3. szint: gyógyászati/hatástani alcsoport (egy betű)
- 4. szint: kémiai/gyógyászati/hatástani alcsoport (egy betű)
- 5. szint: vegyület alcsoport (két számegy)

Az osztályozási rendszerben a gyógyszer tényleges neve a nemzetközi szabadnév (International Nonproprietary Name, INN) listájáról származik (amennyiben rendelkezésre áll).
Az ATC-DDD osztályozási rendszer az ATC rendszer egy változata, amely a gyógyszer vagy gyógyhatású vegyület osztályozásához adja a felnőttek számára előírt napi átlagos adag (Defined Daily Doses) mennyiségét.
Az ATCvet osztályozási rendszert az állatorvosi készítményekre, míg az ATC herbal osztályozási rendszert a gyógyhatású készítményekre, gyógynövényekre alkalmazzák.
Az ATC osztályozási rendszer eredetileg az Európai Gyógyszerészeti Piackutató Szövetség (European Pharmaceutical Market Research Association, EPhMRA) és a Gyógyszerészeti Üzleti Intelligencia és Kutatási Csoport (Pharmaceutical Business Intelligence and Research Group, PBIRG) által kidolgozott anatómiai hatáshely rendszeren (Anatomical Classification system) alapul.